# Andrea Aquili
Andrea Aquili (ur. 7 sierpnia 1980 w Rzymie) – włoski szablista, brązowy medalista mistrzostw świata.
Podczas mistrzostw świata w Lipsku w 2005 roku Włosi w składzie: Andrea Aquili, Aldo Montano, Gianpiero Pastore i Luigi Tarantino zdobyli brązowy medal w zawodach drużynowych. W tej samej konkurencji był też siódmy na mistrzostwach świata w Turynie w 2006 roku.
Nigdy nie wziął udziału w igrzyskach olimpijskich.